# Phimophis
Phimophis es un género de serpientes de la subfamilia Dipsadinae. Sus especies se distribuyen por Sudamérica y Panamá.

## Especies
Se reconocen las siguientes:
- Phimophis guerini (Duméril, Bibron & Duméril, 1854)
- Phimophis guianensis (Troschel, 1848)
- Phimophis vittatus (Boulenger, 1896)